# Spring Comes to Kashmir
Spring Comes to Kashmir è un cortometraggio del 1956 diretto da Ravi Prakash.
È stato presentato in concorso alla 6ª edizione del Festival di Berlino, dove si è aggiudicato l'Orso d'argento nella sezione cortometraggi.

## Trama
Il breve documentario mostra l'arrivo della primavera nella valle del Kashmir, nell'India settentrionale. Discioltesi le nevi invernali, l'immensa area che circonda il lago Dal si riveste dei fiori bianchi del mandorlo e dei petali rosati del ciliegio. Intanto il lavoro dei campi riprende e sulle acque del lago tornano ad incrociarsi le imbarcazioni colorate dei pescatori.